# Sabacon crassipalpis
Sabacon crassipalpis is een hooiwagen uit de familie Sabaconidae.